# François-Adolphe Grison
François-Adolphe Grison (Bordeaux, 17 giugno 1845 – Chêne-Bougeries, 10 aprile 1914) è stato un pittore francese paesaggista, ritrattista e pittore di genere francese attivo in Svizzera.

## Biografia

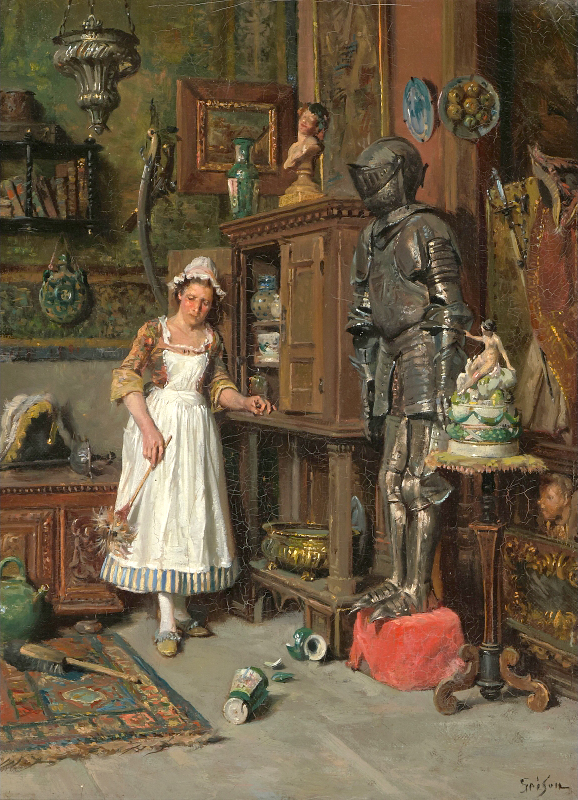
La nuova cameriera

Grison fu allievo di Justin Lequien. Arrivò a Ginevra nel 1868 e qui lavorò come artista freelance.
Si occupò di pittura a olio da cavalletto e di pittura a smalto. Dipinse scene di genere, spesso in costumi rococò, ritratti e paesaggi.